# Турсунов Дмитро Ігорович
Дмитро Ігорович Турсунов (нар. 12 грудня 1982 року в Москві, СРСР) — російський професійний тенісист, заслужений майстер спорту. Переможець 14 турнірів ATP (сім — в одиночному розряді); володар Кубка Девіса (2006) і Кубка Хопмана (2007) у складі національної збірної Росії.

## Загальна інформація
Дмитро - син Ігоря та Світлани Турсунових. В нього є старший брат Денис. Мати за професією бухгалтер. У теніс його привів батько, який помер в 2011 році. За життя батько працював інженером в інституті ядерних досліджень, а потім займався бізнесом у сфері тенісу.
Як і деякі інші російські тенісисти, Турсунов покинув Росію в ранньому віці. У 12 років Дмитро переїхав до США, де з тих пір живе. Там він тренувався в тенісній академії Віталія Горіна. Виступає всю свою кар'єру під російським прапором.
Кращий елемент гри тенісиста - удар з відскоку, його діям на корті найбільш підходять швидкі покриття.

## Спортивна кар'єра

### Початок кар'єри
Перших перемог на турнірах серії «ф'ючерс» Турсунов домігся в 2000 році. У лютому 2001 року він виграв перший титул з серії «челленджер» на турнірі в Далласі. У тому ж місяці, пройшовши кваліфікаційний відбір на турнір в Мемфіс, Дмитро дебютує в основних змаганнях ATP-туру. Перший виступ на високому рівні для Турсунова склався досить успішно. Він зміг виграти три матчі і пройти в чвертьфінал. Після декількох невдалих спроб, пройти кваліфікацію на турніри з серії Великого шолома, Дмитро вперше зіграв в основній сітці Відкритого чемпіонату США в 2003 році. У першому ж раунді він створив сенсацію, обігравши колишню першу ракетку світу, а на той момент № 14 - Густаво Куертен (5-7, 6-2, 6-2, 4-6, 7-6 (1)). Потім він зміг пройти голландця Йона ван Лоттума, а в третьому раунді поступився бельгійця Ксав'є Маліссу. У вересні 20-річний росіянин виграв два «челленджера»: в Мандевіллі і Сан-Антоніо. У жовтні він вперше в кар'єрі піднімається в Топ-100 світового одиночного рейтингу.
У січні 2004 року Турсунов вперше зіграв в основній сітці Відкритого чемпіонату Австралії і програв в першому раунді. Потім він зміг виграти «челленджер» в Ваіколоа-Віллідж. У лютому Дмитро вийшов в чвертьфінал турніру в Мемфісі, а в квітні в Х'юстоні. На дебютному Відкритому чемпіонаті Франції він поступився вже на старті. Найвдаліше для нього склався перший в кар'єрі Вімблдонський турнір. В першому ж раунді він зміг пройти відомого співвітчизника Марата Сафіна, потім здолав у драматичному матчі Саргіса Саргсяна (п'ятий сет закінчився за рахунку 15-13) і вийшов до третього раунду, де поступився сьомій ракетці світу Карлосу Мойї. У серпні в альянсі з Тревісом Перротт Турсунов вийшов у парний фінал турніру в Вашингтоні. На турнірі в Лонг-Айленді йому вдалося вийти в півфінал, а на Відкритому чемпіонаті США він завершив виступи у другому раунді. Після цього він не зміг виступати близько півроку через зламаний хребець під час човнової аварії.
Повернення на корт відбулося в березні 2005 року на турнірі серії Мастерс в Індіан-Уеллсі. У травні на Відкритому чемпіонаті Франції він зміг пройти стадію першого раунду, але потім знявся зі змагань. На Вімблдонському турнірі Турсунов в матчі другого раунду в завзятій боротьбі здолав № 9 в світі Тіма Хенмі з рахунком 3-6 6-2 3-6 6-3 8-6. Вигравши потім ще один матч, він вперше вийшов до четвертого раунду на Великому шоломі. У боротьбі за чвертьфінал Дмитро в п'яти сетах програв французу Себастьяну Грожану. На Відкритому чемпіонаті США він виступив скромніше, дійшовши до стадії другого раунду. У вересні Турсунов зіграв в парному фіналі турніру в Пекіні в дуеті з Михайлом Южним. В кінці того місяця він вперше зіграв за збірну Росії в Кубку Девіса. У півфінальному протистоянні проти збірної Хорватії Дмитро виграв зустріч у Іво Карловича і програв парну зустріч спільно з Ігорем Андрєєвим. За підсумком росіяни поступилися з рахунком 2-3 і не пройшли в фінал Кубка. У жовтні на домашньому для себе Кубку Кремля в Москві Турсунов зміг вийти в півфінал. Через тиждень після цього він переміг на «челленджері» в датському Колдінгу.

### 2006 рік. Перемога в Кубку Девіса, перший титул ATP, і потрапляння в Топ-20

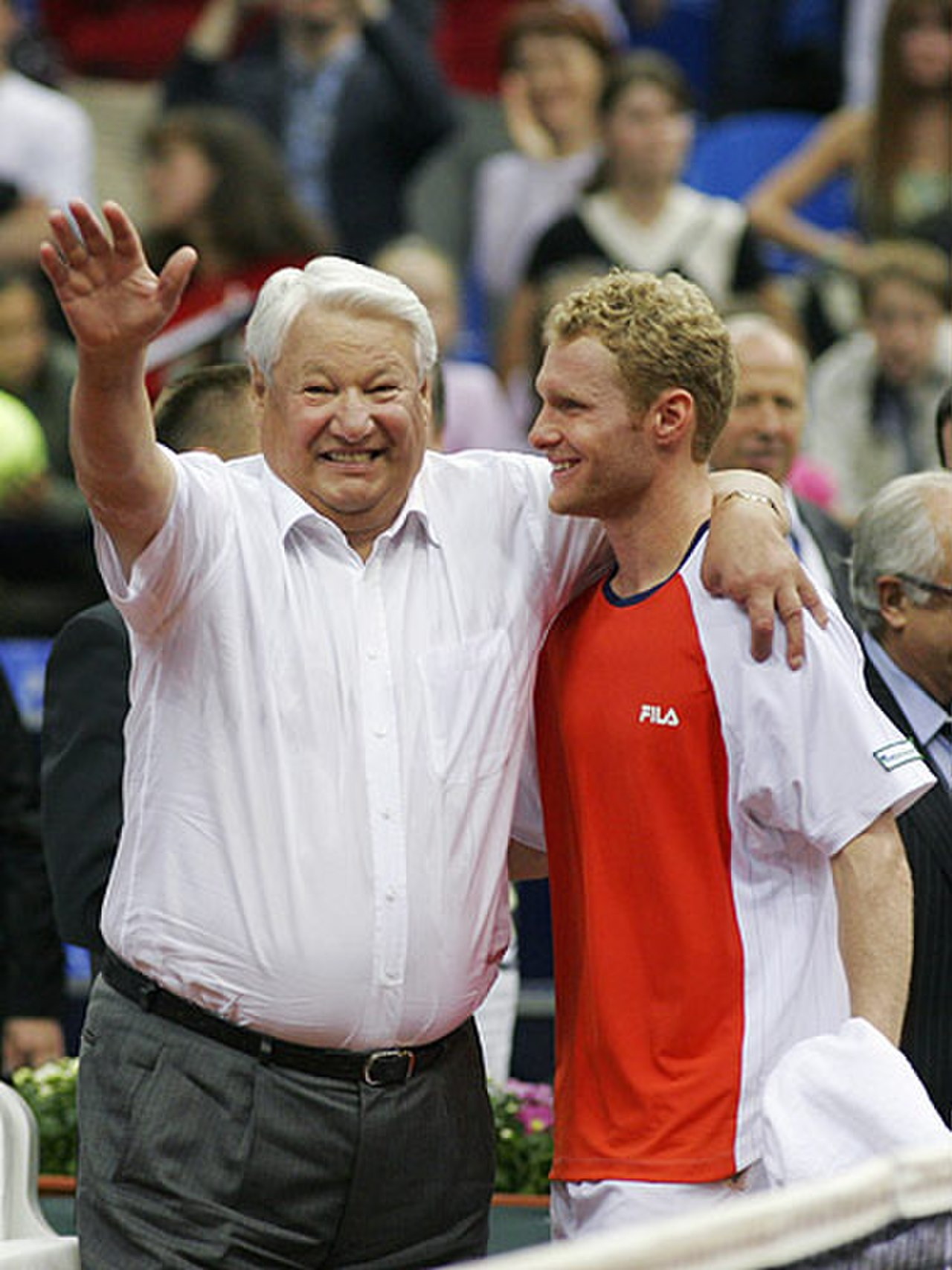
Турсунов (праворуч) з Борисом Єльциним після своєї перемоги над Енді Роддіком в півфіналі Кубка Девіса.

На старті 2006 року Турсунов зіграв на турнірах в Досі і Сіднеї, де вийшов до чвертьфіналу. На Австралійському чемпіонаті він вибув у другому раунді. У лютому Дмитро приніс два очки в переможну скарбничку збірної Росії в матчі першого раунду Кубка Девіса проти збірної Нідерландів. На турнірі в Мемфісі він вийшов в чвертьфінал. У березні росіянин переміг на «челленджері» в Санрайз і непогано виглядав на Мастерсі в Маямі, вийшовши в четвертий раунд, де програв першій ракетці світу Роджеру Федереру. У квітні Турсунов виступив за збірну Росії в чвертьфіналі Кубка Девіса проти команди Франції. Дмитро виграв особисту зустріч і програв в парах, але то поразка стала єдиним для росіян, і вони пройшли в наступну стадію. У травні на Відкритому чемпіонаті Франції Турсунов вийшов до третього раунду, де в п'ятисетовому матчі програв № 3 в світі Давиду Налбандяну. У червні на трав'яному турнірі в Лондоні він вийшов в чвертьфінал, а в Ноттінгемі зіграв в парному фіналі в партнерстві з Ігорем Куніциним. На Вімблдонському турнірі в третьому раунді Турсунов зміг вибити з турніру № 4 в світі Івана Любичича (5-7, 4-6, 6-1, 7-6 (6), 6-2). У наступному раунді він був близький до виходу в чвертьфінал, але у впертій боротьбі все ж програв фіну Яркко Нієміненом (5-7, 4-6, 7-6 (2), 7-6 (6), 7-9).
У липні на турнірі в Лос-Анджелесі Турсунов зміг виграти двох тенісистів з Топ-20: Фернандо Гонсалеса і Енді Роддіка. Таким чином він вперше вийшов в одиночний фінал АТП, де зустрівся з німцем Томмі Хаасом і програв йому з рахунком 6-4, 5-7, 3-6. На наступному для себе турнірі у Вашингтоні росіянин дістався до 1/2 фіналу. На мастерсі в Торонто в другому раунді Турсунов взяв реванш у Хааса за поразку у фіналі в Лос-Анджелесі. Однак уже в наступному раунді він програв лідеру рейтингу Роджеру Федереру, зумівши виграти у нього другий сет. На Відкритому чемпіонаті США Дмитро також дограв до третього раунду, де в п'яти сетах програв № 14 Томашу Бердиху. У вересні Турсунов став головним героєм перемоги команди Росії в півфіналі Кубка Девіса над збірною США. Матч проводився в Москві в Олімпійському. Участь Дмитра в тій зустрічі почалося з невдачі. Турсунов з Михайлом Южним вийшов на парну зустріч проти братів Браянів за рахунку 2-0 на користь Росії. Російський дует програв в суху по сетах і команда США набрала перше очко. На наступний день Турсунову належало вийти на корт проти шостої ракетки світу Енді Роддіка, і в разі поразки американці могли зрівняти рахунок і вийти на вирішальний матч за перемогу між Сафіним і Блейком. Дмитро зміг створити сенсацію і у важкому поєдинку перемогти. Матч Роддіка і Турсунова тривав 4 години 48 хвилин і закінчився з рахунком 6-3, 6-4, 5-7, 3-6, 17-15 на користь росіянина. В результаті Росія вперше обіграла США в очному матчі Кубка Девіса і відправилася в свій четвертий в історії фінал.
Після цього успіху Турсунов зміг домогтися ще одного важливого результату. На турнірі в Мумбаї в кінці вересня він завоював свій перший в кар'єрі титул в АТП-турі. У півфіналі тих змагань він переграв сьому ракетку світу Томмі Робредо (7-6 (2), 3-6, 6-1), а в фіналі завдав поразки № 14 Томашу Бердиху (6-3, 4-6, 7-6 (5)). Після турніру Дмитро Турсунов піднявся на найвищу для себе рядок у рейтингу за свою кар'єру, зайнявши 20-у позицію. У листопаді він взяв участь в «челленджері» в Дніпропетровську і став його переможцем. В кінці сезону Турсунов зіграв у фіналі Кубка Девіса проти команди Аргентини. На цей раз герой півфінальній зустрічі з США зіграв тільки в парному матчі, але домігся важливої перемоги в альянсі з Маратом Сафіним. У підсумку росіяни обіграли аргентинців з загальним рахунком 3-2, і Турсунов став володарем престижного командного кубка. Багатий на досягнення сезон 2006 року він завершив на 22-му місці в рейтингу.

### 2007-09. П'ять одиночних титулів ATP

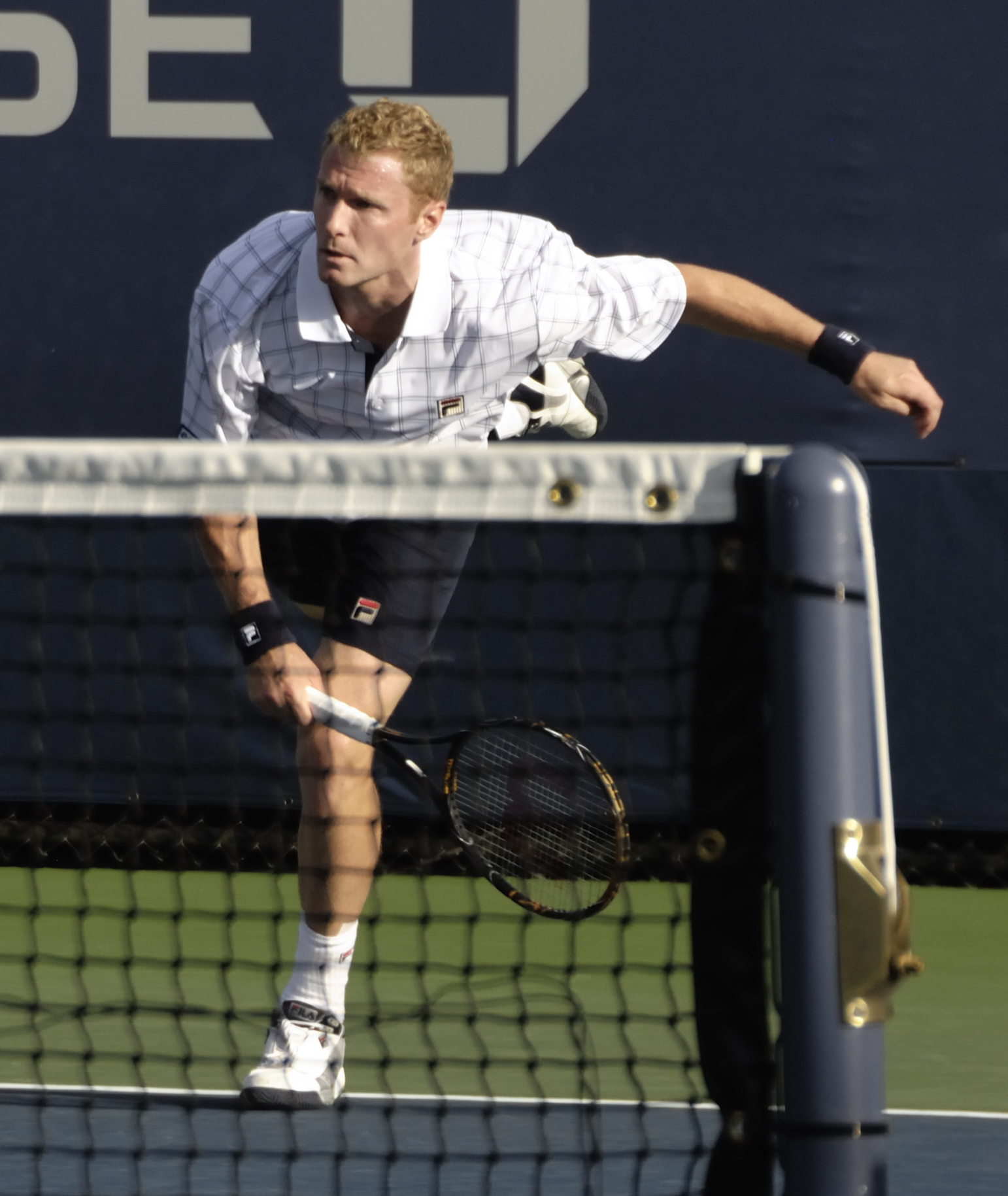
Турсунов на Відкритому чемпіонаті США 2009 року

Свої виступи у 2007 році Турсунов почав за участю в неофіційному командному турнірі Кубок Хопмана, де в партнерстві з Надією Петровою вивів команду Росії в фінал, де вони обіграли команду Іспанії і вперше для представників Росії виграли ці командні змагання. На Відкритому чемпіонаті Австралії його результатом став вихід до третього раунду, де Дмитро програв Томашу Бердиху. Весняна частина сезону складалася не дуже вдало для Турсунова. На всіх турнірах він вибував вже на ранніх стадіях. На Ролан Гаррос росіянин програв у другому раунді. Краще для нього склалися виступи в парному розряді, де він зміг вийти до чвертьфіналу, виступаючи спільно з Ігорем Куніциним. У червні на траві в Лондоні Турсунов пройшов до півфіналу і обіграв шостого в світі Фернандо Гонсалеса. Через тиждень він вийшов до півфіналу турніру в Ноттінгемі. На Вімблдоні Дмитро дограв до третього раунду, де зазнав поразки від № 10 Томмі Хааса. У липні на харді в Індіанаполісі він виграв свій другий титул в АТП-турі. По ходу турніру тенісист з найвищим рейтингом йому зустрівся в першому раунді - № 69 Майкл Расселл. У фіналі ж він обіграв 109-у ракетку світу Франка Данцевич - 6-4, 7-5. Відкритий чемпіонат США завершився в першому раунді поразкою від Тіма Хенмі. В кінці вересня Турсунов зміг виграти ще один титул, завоювавши його на турнірі в Бангкоку, де в фіналі був обіграний Беньямін Беккер - 6-2, 6-1. У жовтні на Кубку Кремля в Москві Турсунов в альянсі з Маратом Сафіним виграв свій перший парний титул, перемігши у фіналі пару Зовко / Цібулец з рахунком 6-4, 6-2. На турнірі в Санкт-Петербурзі він досяг чвертьфіналу. У кінцівці сезону Турсунов зіграв у фіналі Кубка Девіса проти команди США. Американці змогли взяти реванш за поразку в півфіналі минулого року. На своїй землі вони впевнено обіграли росіян з рахунком 4-1, а Турсунов програв обидві своїх зустрічі. Спочатку йому помстився Енді Роддік за поразку рік тому, а потім Дмитра переграв Джеймс Блейк.
Першим результатом у 2008 році для Турсунова став чвертьфінал в Досі. Через тиждень після цього турніру він став переможцем турніру в Сіднеї. Найсерйозніші суперники у нього були на ранніх стадіях: в першому раунді він обіграв № 28 в світі Стена Вавринку, а в другому № 8 Рішара Гаске. У фіналі Дмитру протистояв 125-й тенісист в світі Кріс Гуччоне, якого росіянин обіграв з рахунком 7-6 (3), 7-6 (4). Австралійський чемпіонат завершився для Турсунова в другому раунді. У лютому він виграв парні змагання турніру в Роттердамі, зігравши в дуеті з Томашем Бердихом. На початку березня лише Турсунов і француз Мікаель Льодра входили в топ-40 світового рейтингу і в одиночному, і в парному розрядах. В кінці березня на мастерсі в Маямі він вдруге в сезоні обіграв № 8 в світі Рішара Гаске і в цілому пройшов на турнірі до четвертого раунду. У травні Турсунов зіграв у складі команди Росії на неофіційному командному Кубку світу. Росіяни змогли вийти зі своєї групи в фінал, де поступилися команді Швеції. На Відкритому чемпіонаті Франції Дмитро в одиночному розряді вийшов до третього раунду, а в чоловічих парах зміг дійти до півфіналу, виступивши там з Ігорем Куніциним. Вімблдон завершився для Турсунова в третьому раунді.
У липні 2008 року він зупинився за крок від захисту минулорічного титулу в Індіанаполісі. Обігравши у півфіналі № 8 в світі Джеймса Блейка (4-6, 6-3, 6-4), Дмитро в головному матчі турніру зустрівся з Жілем Симоном і поступився французу в двох сетах (4-6, 4-6). У серпні він виступив на першій в кар'єрі Олімпіаді, яка проводилася в Пекіні. З жеребкуванням Олімпійського турніру Турсунова не пощастило, вже в першому раунді він зустрівся з першим в світі Роджером Федерером і програв йому в двох сетах. У парному розряді з Михайлом Южним він вибув на стадії другого раунду. На Відкритому чемпіонаті США він програв у третьому раунді співвітчизнику з Топ-10 Миколі Давиденку. У вересні Турсунов став чемпіоном на турнірі в Меці. У фіналі на жаль французьких глядачів він обіграв Поля-Анрі Матьє - 7-6 (6), 1-6, 6-4. Титул став п'ятим в кар'єрі Дмитра на одиночних турнірах АТП-туру. В самому кінці сезону він виграв «челленджер» в Гельсінкі.
Старт сезону 2009 року виявився для Турсунова невдалим. Він програв перші матчі на чотирьох турнірах поспіль, включаючи Відкритий чемпіонат Австралії. У лютому на турнірі в Дубаї він зміг перемогти в парному розряді, вигравши титул в команді з Ріком де Вустом. У травні на Відкритому чемпіонаті Франції Турсунов вибув в першому ж раунді, зате в дуеті з Куніциним зміг дійти до чвертьфіналу. У червні Дмитро зміг виграти титул на трав'яному турнірі в Істборні. У фіналі він обіграв канадського тенісиста Френка Данцевич - 6-3, 7-6 (5). Примітно, що для Данцевич це був другий в кар'єрі фінал АТП і обидва рази завоювати титул йому завадив саме Турсунов. Він також став також першим росіянином з часів Євгена Кафельникова, мав першість в німецькому Халле в 2002 році, який переміг на турнірі на трав'яному покритті в одиночному розряді. Крім того, це стало першою в історії перемогою росіян в одиночному розряді в турнірах АТП, що проводяться в Великобританії. На Вімблдоні Турсунов не зміг дограти матч першого раунду і вибув зі змагань. У липні на турнірі в Індіанаполісі він дійшов до чвертьфіналу і виграв парний приз в дуеті з Ернестом Гулбісом. Відкритий чемпіонат США завершився для нього вже на старті, а після нього був змушений закінчити достроково сезон через травму щиколотки.

### 2010-12

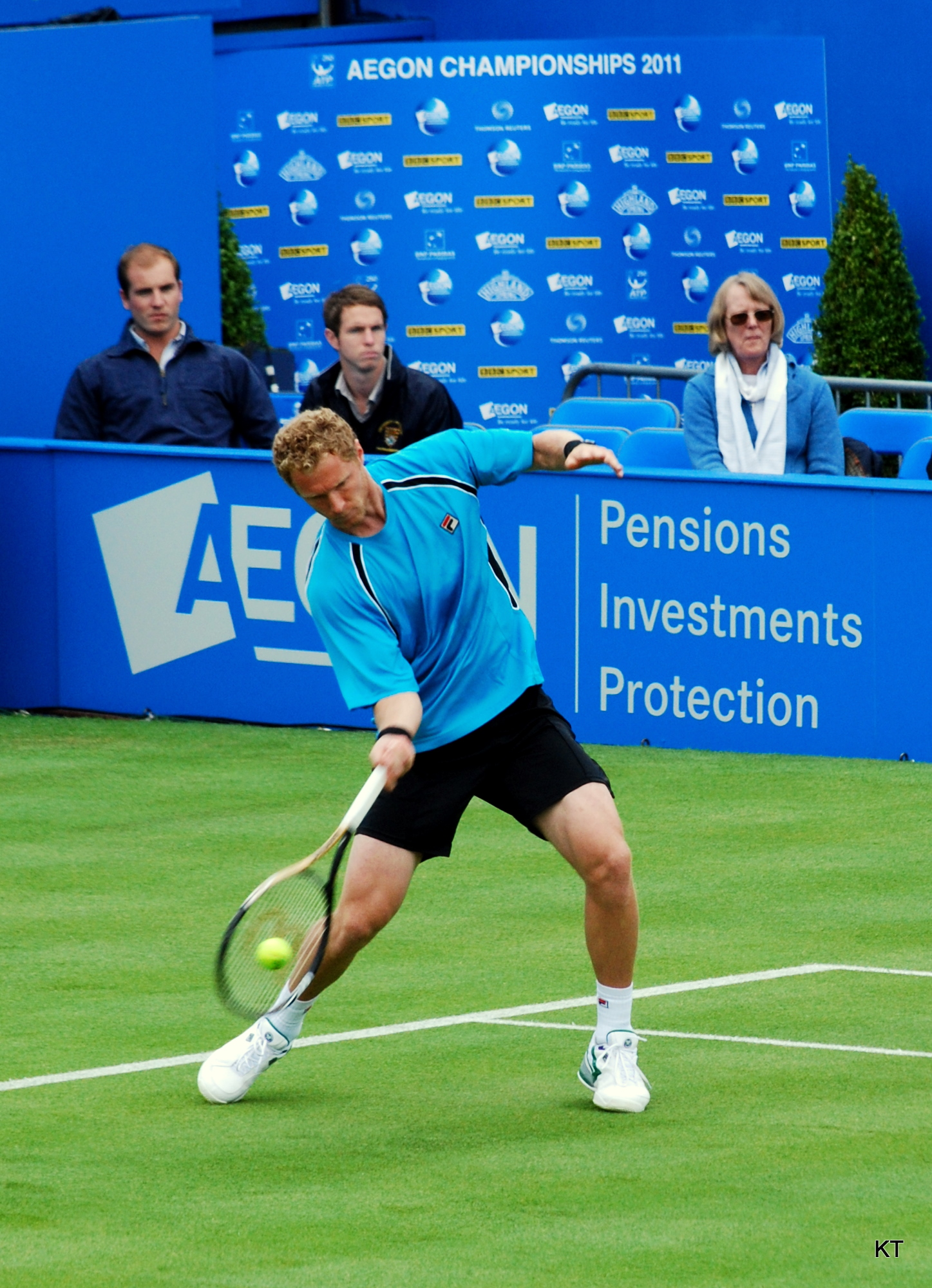
Турсунов на турнірі в Лондоні 2011 року

Лікування травми затягнулося на довгий термін і Турсунов зміг повернутися до ігрової практики вже в травні 2010 року. Першим турніром після паузи став Відкритий чемпіонат Франції, де Дмитра в першому раунді розгромив Даніель Хімено-Травер. На Вімблдонському турнірі він також вибув в першому раунді від рук Райнера Шуттлера. На Відкритому чемпіонаті США на старті він програв Юргену Мельцеру вже в п'яти сетах. У жовтні Турсунов вперше після повернення дійшов до чвертьфіналу в Світовому турі, зробивши це на турнірі в Токіо. На Кубку Кремля в Москві він став переможцем парних змагання спільно з Ігорем Куніциним. Ще на одному домашньому турнірі в Санкт-Петербурзі Дмитро вийшов в півфінал, де програв співвітчизнику Михайлу Южному.
Австралійський чемпіонат 2011 року закінчився для Турсунова поразкою в першому раунді. Після нього він зіграв на «челленджері» в Сінгапурі і зміг його виграти. У лютому на зальному турнірі в Марселі Дмитро вийшов в чвертьфінал, де зміг переграти № 10 в світі Юргена Мельцера (6-4, 2-6, 6-1). У півфіналі він не зміг переграти № 4 Робін Содерлінг. У березні 28-річний росіянин виграв ще один «челленджер», який проводився в Баті. У першому раунді Відкритого чемпіонату Франції він в п'яти сетах поступився Ксав'є Малісс. У червні Турсунов нагадав про себе тенісному світу, вигравши турнір на траві в Хертогенбосе, у вирішальному матчі впевнено перемігши Івана Додіга з Хорватії - 6-3, 6-2. Цей титул став сьомим одиночним в кар'єрі Турсунова і першим з 2009 року в турі. На Вімблдонському турнірі він на старті обіграв Гулбіса, а в другому раунді поступився Мельцеру. На Відкритому чемпіонаті США він уже вибуває у першому раунді. В осінній частині сезону Турсунов два рази зміг вийти до чвертьфіналу: на турнірах в Куала-Лумпурі і Москві.
На Відкритому чемпіонаті Австралії 2012 року Дмитро програє в першому раунді. На початку сезону він пропустив багато турнірів. У травні на Ролан Гаррос Турсунов вийшов до другого раунду, де завершив виступи на турнірі. У червні на турнірі в Хертогенбосе, де рік тому він став переможцем, Турсунов на цей раз вийшов у фінал у парному розряді в альянсі з колумбійцем Хуаном Себастьяном кабалу. На Вімблдоні він виступив невдало, вилетівши після першого ж раунду. У серпні він виступив на своїй другій Олімпіаді, яка проводилася в Лондоні. Виступ Дмитра також закінчилося безславно - поразкою в першому раунді від Фелісіано Лопеса. Через низький рейтинг Турсунов не потрапив в основну сітку Відкритого чемпіонату США і був змушений відбиратися на турнір через кваліфікацію. Ця спроба закінчилася невдачею. У вересні росіянин виграв два «челленджера»: в Стамбулі і Ізмірі. У жовтні, потрапивши через кваліфікацію на турнір в Токіо, Дмитро зміг дійти там до чвертьфіналу.

### 2013-17

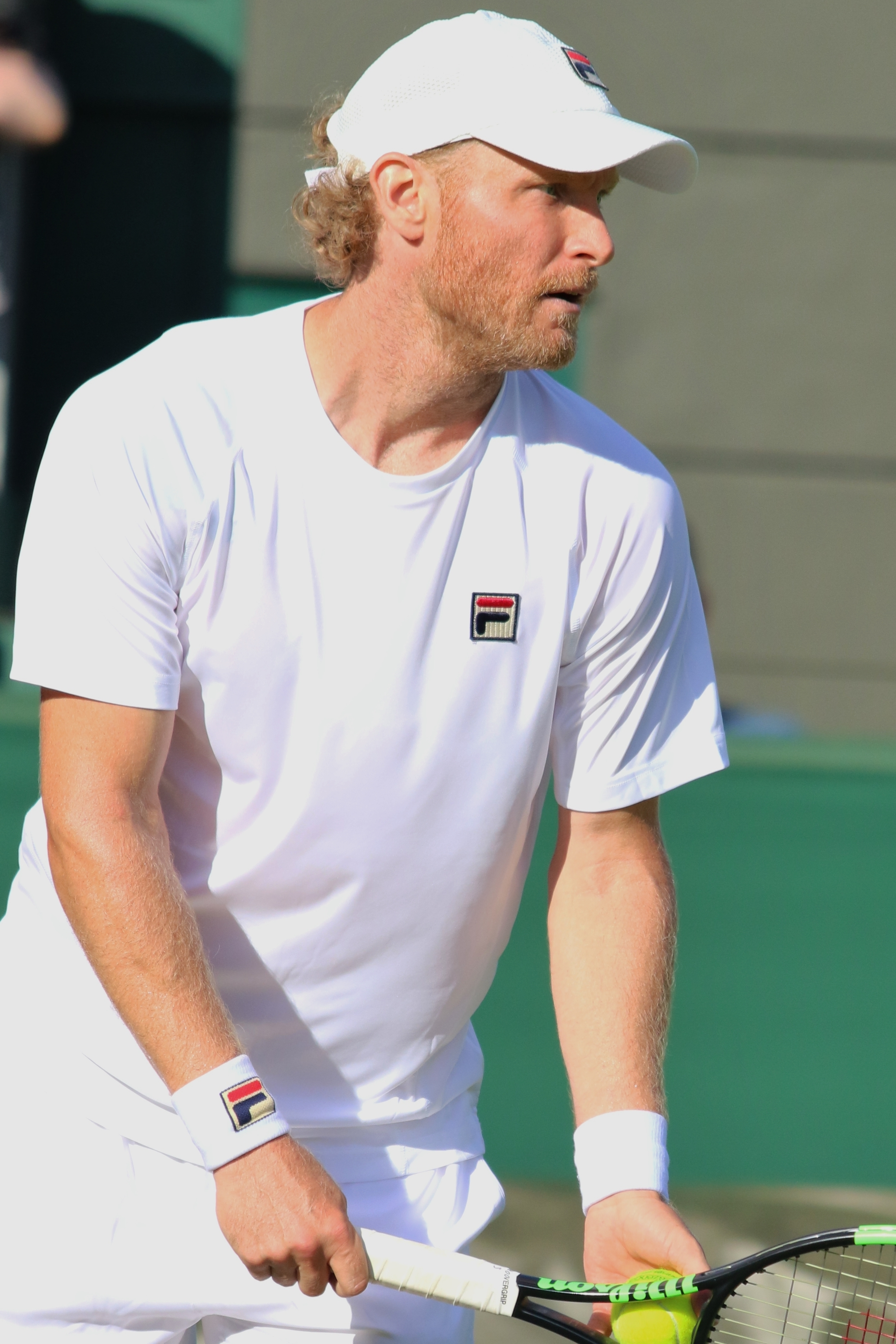
Турсунов на Вімблдонському турнірі 2017 року

Сезон 2013 року Турсунов почав в лютому, пропустивши австралійську частину сезону. На турнірі в Марселі в матчі другого раунду він переграв № 9 в світі Янко Тіпсаревича, а зупинити Дмитра зміг № 6 в світі Томаш Бердих на стадії півфіналу. Йому ж Турсунов програв і на наступному для себе турнірі в Дубаї на стадії 1/4 фіналу. У квітні на ґрунтовому турнірі в Барселоні він зміг обіграти ще одного сильного тенісиста - четверту ракетку світу Давида Феррера і вийшов у третій раунд. На турнірі в Мюнхені Дмитро виграв парний трофей спільно з Яркко Нієміненом. На Відкритому чемпіонаті Франції він не зміг дограти матч другого раунду через травму м'яза стегна. Вімблдон для нього завершився поразкою в першому раунді від Томмі Хааса. У серпні Турсунов непогано виглядав на турнірі у Вашингтоні, де виграв чотири матчі і пройшов до півфіналу. На мастерсі в Цинциннаті він вдруге в сезоні обіграв № 4 в рейтингу Давида Феррера і зміг дістатися до чвертьфіналу, нача свій шлях на турнірі з кваліфікаційного відбору. До стадії 1/4 фіналу він потім дійшов і на турнірі в Вінстон-Сейлемі. На Відкритому чемпіонаті США Дмитро вийшов до третього раунду, але не зміг дограти свій поєдинок проти № 9 в світі Рішара Гаске, отримавши по ходу матчу травму паху. Наступний раз Турсунов вийшов на корт на турнірі в Санкт-Петербурзі у вересні, де дограв до чвертьфіналу. Через тиждень він вийшов в чвертьфінал на турнірі в Куала-Лумпурі. У жовтні росіянин вийшов в півфінал турніру в Валенсії. За підсумками сезону він вперше з 2008 року увійшов до Топ-30, зайнявши 29-е місце рейтингу.
За тиждень до Австралійського чемпіонату 2014 року Турсунов зміг вийти в півфінал турніру в Сіднеї. На першому році Великому шоломі він у другому раунді програв Денису Істоміна. Виступи по ходу сезону складалися для Дмитра не кращим чином. Перше попадання в чвертьфінал після січня відбулося в травні на турнірі в Ніцці. На Відкритому чемпіонаті Франції він втретє в кар'єрі вийшов до третього раунду, де програв швейцарцю Роджеру Федереру в чотирьох сетах. На Вімблдоні він вибув вже в першому раунді від рук Істоміна. Через травму ноги було під питанням його участь у Відкритому чемпіонаті США, однак в останній момент він все-таки виступив на турнірі, але програв вже на старті. Після цього він не виступав на турнірах більше року.
Повернувся на корт Дмитро вже в жовтні 2015 року та виступив на Кубку Кремля в Москві. На одиночний турнір він не потрапив, не пройшовши кваліфікацію, зате в парному турнірі виступав в дуеті з талановитим співвітчизником Андрієм Рубльовим. Їх союз досвіду і молодості приніс успіх і вони змогли завоювати парний титул, який став до того ж дебютним у кар'єрі 18-річного Рубльова.
У січні 2016 року у Австралійському чемпіонаті Турсунов програв уже в першому раунді. Також завершилося для нього виступ на Ролан Гаррос і Вімблдоні. У 2017 році він взяв участь в трьох турнірах Великого шолома (всіх крім Ролан Гаррос), де кожен раз Дмитро програвав на старті. В цілому з січня 2016 року по серпень 2017 року Турсунов заявився на 12 одиночних турнірів ATP по захищеному рейтингу, потрапив в 14 матчах 12 поразок. При цьому сезон-2017 Турсунов завершив наприкінці п'ятої сотні одиночного рейтингу ATP .

## Кар'єра тренера
З 2017 по 2019 і кілька місяців в 2020 році був тренером Аріни Соболенко. При ньому Аріна досягла значних успіхів: увійшла в Топ-10 світового рейтингу в одиночному розряді, виграла турніри Великого Шолома в парному розряді.

## Рейтинг на кінець року
| Рік  | Одиночний рейтинг | Парний рейтинг |
| 2017 | 487               |                |
| 2016 | 411               |                |
| 2015 |                   | 258            |
| 2014 | 110               | 179            |
| 2013 | 29                | 139            |
| 2012 | 122               | 206            |
| 2011 | 40                | 237            |
| 2010 | 197               | 121            |
| 2009 | 89                | 53             |
| 2008 | 22                | 45             |
| 2007 | 34                | 61             |
| 2006 | 22                | 57             |
| 2005 | 60                | 198            |
| 2004 | 80                | 144            |
| 2003 | 98                | 375            |
| 2002 | 320               | 261            |
| 2001 | 174               | 747            |
| 2000 | 320               | 808            |
| 1999 | 636               | 728            |
| 1998 | 1 256             | 1 275          |

За даними офіційного сайту ATP на останній тиждень року .

## Виступи на турнірах

### Фінали турнірівATPв одиночному розряді (9)

#### Перемоги (7)
| Легенда                                |
| -------------------------------------- |
| Турніри Великого Шолому (0)            |
| Фінал АТР-туру (0)                     |
| ATP Мастерс 1000 (0)                   |
| ATP International Gold / АТР 500 (0+2) |
| ATP International / АТР 250 (7+5)      |

| Титули за покриттям | Титули за місцем проведення матчів турніру |
| ------------------- | ------------------------------------------ |
| Хард (5+6)          | Зал (2+4)                                  |
| Ґрунт (0+1)         | Зал (2+4)                                  |
| Трава (2)           | Відкрите повітря (5+3)                     |
| Килим (0)           | Відкрите повітря (5+3)                     |

| №  | Дата            | Турнір                   | Покриття | Суперник в фіналі | Рахунок        |
| 1. | 1 жовтня 2006   | Мумбай, Індія            | Хард     | Томаш Бердих      | 6-3 4-6 7-6(5) |
| 2. | 29 липня 2007   | Індіанаполіс, США        | Хард     | Френк Данцевич    | 6-4 7-5        |
| 3. | 30 вересня 2007 | Бангкок, Таїланд         | Хард(i)  | Беньямін Беккер   | 6-2 6-1        |
| 4. | 12 січня 2008   | Сідней, Австралія        | Хард     | Кріс Гуччоне      | 7-6(3) 7-6(4)  |
| 5. | 5 жовтня 2008   | Мец, Франція             | Хард(i)  | Поль-Анрі Матьє   | 7-6(6) 1-6 6-4 |
| 6. | 20 червня 2009  | Істборн, Велика Британія | Трава    | Френк Данцевич    | 6-3 7-6(5)     |
| 7. | 18 червня 2011  | Хертогенбос, Нідерланди  | Трава    | Іван Додіг        | 6-3 6-2        |

#### Поразки (2)
| №  | Дата          | Турнір            | Покриття | Суперник в фіналі | Рахунок     |
| 1. | 30липня 2006  | Лос-Анджелес, США | Хард     | Томмі Гаас        | 6-4 5-7 3-6 |
| 2. | 20 липня 2008 | Індіанаполіс, США | Хард     | Жиль Симон        | 4-6 4-6     |

### Фінали челленджерів і ф'ючерсів в одиночному розряді (24)

#### Перемоги (17)
| Умовні позначення  |
| Челленджери (12+5) |
| Ф'ючерси (5+1)     |

| Титули за покриттям | Титули за місцем проведення матчів турніру |
| ------------------- | ------------------------------------------ |
| Хард (17+4)         | Зал (5+2)                                  |
| Ґрунт (0+2)         | Зал (5+2)                                  |
| Трава (0)           | Відкрите повітря(12+4)                     |
| Килим (0)           | Відкрите повітря(12+4)                     |

| №   | Дата              | Турнір                   | Покриття | Суперник в фіналі   | Рахунок           |
| 1.  | 30 липня 2000     | Сент-Джозеф, США         | Хард     | Петер Лучак         | 6-7(2) 6-0 6-2    |
| 2.  | 26 листопада 2000 | Малібу, США              | Хард     | Хосе де Армас       | 6-2 6-1           |
| 3.  | 10 грудня 2000    | Скоттсдейл, США          | Хард     | Стефан Воутерс      | 6-4 7-5           |
| 4.  | 28 січня 2001     | Холландейл-Бич, США      | Хард     | Джефф Моррsсон      | 7-6(0) 6-3        |
| 5.  | 11 лютого 2001    | Даллас, США              | Хард(i)  | Джастін Бауер       | 6-2 6-4           |
| 6.  | 15 вересня 2002   | Клермонт, США            | Хард     | Равен Класен        | 6-3 6-4           |
| 7.  | 21 вересня 2003   | Мандевіль, США           | Хард     | Ян Герних           | 3-6 6-3 6-4       |
| 8.  | 28 вересня 2003   | Сан-Антоніо, США         | Хард     | Себастьєн де Шоньяк | 6-2 6-7(3) 6-4    |
| 9.  | 1 лютого 2004     | Вайколоа-Віллідж, США    | Хард     | Алехандро Фалья     | 7-5 7-6(4)        |
| 10. | 23 жовтня 2005    | Колінг, Данія            | Хард(i)  | Стів Дарсі          | 6-3 6-4           |
| 11. | 19 березня 2006   | Санрайз, США             | Хард     | Альберто Мартін     | 6-3 6-1           |
| 12. | 19 листопада 2006 | Дніпропетровськ, Україна | Хард(i)  | Беньямін Беккер     | 7-6(7) 6-4        |
| 13. | 23 листопада 2008 | Гельсінки, Фінляндія     | Хард(i)  | Кароль Бек          | 6-4 6-3           |
| 14. | 30 січня 2011     | Сінгапур                 | Хард     | Лукаш Росол         | 6-4 6-2           |
| 15. | 27 березня 2011   | Бат, Велика Британія     | Хард(i)  | Андреас Бек         | 6-4 6-4           |
| 16. | 16 вересня 2012   | Стамбул, Туреччина       | Хард     | Адріан Маннаріно    | 6-4 7-6(5)        |
| 17. | 23 вересня 2012   | Ізмір, Туреччина         | Хард     | Ілля Марченко       | 7-6(4) 6-7(5) 6-3 |

#### Поразки (7)
| №  | Дата              | Турнір                     | Покриття | Суперник в фіналі | Рахунок           |
| 1. | 23 июля 2000      | Канзас-Сіті, США           | Хард     | Джеймон Крабб     | 2-6 4-6           |
| 2. | 5 листопада 2000  | Хеттисберг, США            | Хард     | Скотт Баррон      | 7-6(2) 6-7(7) 3-6 |
| 3. | 20 липня 2003     | Аптос, США                 | Хард     | Джефф Салзенштейн | 7-5 5-7 4-6       |
| 4. | 17 серпня 2003    | Бронкс, США                | Хард     | Іво Карлович      | 3-6 3-6           |
| 5. | 18 листопада 2007 | Дніпропетровськ, Україна   | Хард(i)  | Міша Звєрєв       | 4-6 4-6           |
| 6. | 17 квітня 2011    | Афіни, Греція              | Хард     | Маттіас Бахінгер  | Без гри           |
| 7. | 5 червня 2012     | Ноттінгем, Велика Британія | Трава    | Беньямін Беккер   | 6-4 1-6 4-6       |

### Фінали турнірівATPв парному розряді (12)

#### Перемоги (7)
| №  | Дата           | Турнір                | Покриття | Партнер        | Суперники в фіналі               | Рахунок        |
| 1. | 14 жовтня 2007 | Москва, Росія         | Хард(i)  | Марат Сафін    | Томаш Цибулець Ловро Зовко       | 6-4 6-2        |
| 2. | 24 лютого 2008 | Роттердам, Нідерланди | Хард(i)  | Томаш Бердих   | Михайло Южний Філіпп Кольшрайбер | 7-5 3-6 [10-7] |
| 3. | 28 лютого 2009 | Дубай, ОАЕ            | Хард     | Рік де Вуст    | Мартін Дамм Роберт Ліндстедт     | 4-6 6-3 [10-5] |
| 4. | 26 июля 2009   | Індіанаполіс, США     | Хард     | Ернест Гулбіс  | Ешлі Фішер Джордан Керр          | 6-4 3-6 [11-9] |
| 5. | 24 жовтня 2010 | Москва, Росія (2)     | Хард(i)  | Ігор Куніцин   | Янко Типсаревич Віктор Троїцький | 7-6(8) 6-3     |
| 6. | 5 травня 2013  | Мюнхен, Німеччина     | Ґрунт    | Яркко Ніемінен | Маркос Багдатіс Ерік Буторак     | 6-1 6-4        |
| 7. | 25 жовтня 2015 | Москва, Росія (3)     | Хард(i)  | Андрій Рубльов | Раду Албот Франтішек Чермак      | 2-6 6-1 [10-6] |

#### Поразки (5)
| №  | Дата            | Турнір                     | Покриття | Партнер               | Суперники в фіналі            | Рахунок     |
| 1. | 22 серпня 2004  | Вашингтон, США             | Хард     | Тревіс Перротт        | Кріс Хаггард Роббі Кьониг     | 6-7(3) 1-6  |
| 2. | 18 вересня 2005 | Пекін, Китай               | Хард     | Михайло Южний         | Джастін Гімельстоб Натан Хілі | 6-4 3-6 2-6 |
| 3. | 24 червня 2006  | Ноттінгем, Велика Британія | Трава    | Ігор Куніцин          | Джонатан Ерліх Енді Рам       | 3-6 2-6     |
| 4. | 10 жовтня 2010  | Токіо, Японія              | Хард     | Андреас Сеппі         | Ерік Буторак Жан-Жюльєн Ройер | 3-6 2-6     |
| 5. | 23 червня 2012  | Хертогенбос, Нідерланди    | Трава    | Хуан Себастьян Кабаль | Горія Текеу Роберт Ліндстедт  | 3-6 6-7(1)  |

### Фінали челленджерів і ф'ючерсів в парному розряді (10)

#### Перемоги (6)
| №  | Дата              | Турнір                   | Покриття | Партнер              | Суперники в фіналі           | Рахунок        |
| 1. | 21травня 2000     | Веро-Біч, США            | Ґрунт    | Левар Харпер-Гріффіт | Дієго Айяла Хосе де Армас    | 6-3 6-4        |
| 2. | 3 листопада 2002  | Тайлер, США              | Хард     | Петер Лучак          | Джейсон Маршалл Ентоні Росс  | 6-1 6-4        |
| 3. | 17 листопада 2002 | Ноксвілл, США            | Хард(i)  | Мартін Веркерк       | Хьюго Армандо Серхіо Ройтман | 6-3 6-4        |
| 4. | 21 березня 2004   | Бока-Ратон, США          | Хард     | Ігор Андрєєв         | Кеннет Карлсен Томас Енквіст | 6-3 6-7(3) 7-5 |
| 5. | 30 квітня 2005    | Рим, Італія              | Ґрунт    | Мануель Хоркера      | Віктор Йоніце Резван Сабау   | 1-6 7-6(4) 6-4 |
| 6. | 16 листопада 008  | Дніпропетровськ, Україна | Хард(i)  | Гільєрмо Каньяс      | Лукаш Кубот Олівер Марах     | 6-3 7-6(5)     |

#### Поразки (4)
| №  | Дата            | Турнір            | Покриття | Партнер          | Суперники в фіналі                              | Рахунок |
| 1. | 7 березня 1999  | Маніла, Філіппіни | Хард     | Іраклій Лабадзе  | Ендрю Руеб Маркус Хілперт                       | 4-6 6-7 |
| 2. | 1 червня 2003   | Турин, Італія     | Ґрунт    | Джек Брейсінгтон | Еміліо Бенфеле-Альварес Габріель Трухільо-Солер | 4-6 2-6 |
| 3. | 15 травня 2005  | Сан-Ремо, Італія  | Ґрунт    | Мануель Хоркера  | Франческо Алді Томас Тенконі                    | 4-6 3-6 |
| 4. | 19 березня 2006 | Санрайз, США      | Хард     | Горан Драгичевич | Робін Вік Петр Пала                             | 4-6 2-6 |

### Фінали командних турнірів (4)

#### Перемоги (2)
| №  | Рік  | Турнір        | Команда                             | Суперник в фіналі                                | Рахунок |
| 1. | 2006 | Кубок Девіса  | М. Давиденко, М. Сафін, Д. Турсунов | Х. Акасусо, А. Кальєрі, Д. Налбандян, Х. І. Чела | 3-2     |
| 2. | 2007 | Кубок Хопмана | Росія Н.Петрова, Д.Турсунов         | Іспанія А.Медіна, Т.Робредо                      | 2-0     |

#### Поразки (2)
| №  | Рік  | Турнір                | Команда                                               | Суперник в фіналі                              | Рахунок |
| 1. | 2007 | Кубок Девіса          | Росія І. Андрєєв, М. Давиденко, Д. Турсунов, М. Южний | США Д. Блейк, Б. Браян, М. Браян, Е. Роддік    | 1-4     |
| 2. | 2008 | Командний Кубок світу | Росія І. Андрєєв, Д. Турсунов, М. Южний               | Швеція Р. Ліндстедт, Р. Содерлінг, Т. Юганссон | 1-2     |

## Історія виступів на турнірах
Станом на 15 січня 2018 року
Для того, щоб запобігти плутанини і подвоєння рахунку, інформація в цій таблиці коригується тільки після закінчення турніру або після закінчення участі там даного гравця.
| Турнір                        | 2001           | 2002           | 2003           | 2004           | 2005           | 2006           | 2007           | 2008           | 2009           | 2010           | 2011           | 2012           | 2013           | 2014           | 2016           | 2017           | Підсумок | В/П за кар'єру |
| ----------------------------- | -------------- | -------------- | -------------- | -------------- | -------------- | -------------- | -------------- | -------------- | -------------- | -------------- | -------------- | -------------- | -------------- | -------------- | -------------- | -------------- | -------- | -------------- |
| Турніри Великого шолому       |                |                |                |                |                |                |                |                |                |                |                |                |                |                |                |                |          |                |
| Відкритий чемпіонат Австралії | -              | -              | К              | 1Р             | -              | 2Р             | 3Р             | 2Р             | 1Р             | -              | 1Р             | 1Р             | -              | 2Р             | 1Р             | 1Р             | 0 / 10   | 5-10           |
| Відкритий чемпіонат Франції   | -              | -              | К              | 1Р             | 2Р             | 3Р             | 2Р             | 3Р             | 1Р             | 1Р             | 1Р             | 2Р             | 2Р             | 3Р             | 1Р             | -              | 0 / 12   | 10-11          |
| Вімблдонський турнір          | К              | -              | К              | 3Р             | 4Р             | 4Р             | 3Р             | 3Р             | 1Р             | 1Р             | 2Р             | 1Р             | 1Р             | 1Р             | 1Р             | 1Р             | 0 / 13   | 13-13          |
| Відкритий чемпіонат США       | К              | -              | 3Р             | 2Р             | 2Р             | 3Р             | 1Р             | 3Р             | 1Р             | 1Р             | 1Р             | К              | 3Р             | 1Р             | -              | 1Р             | 0 / 12   | 10-12          |
| Підсумок                      | 0 / 0          | 0 / 0          | 0 / 1          | 0 / 4          | 0 / 3          | 0 / 4          | 0 / 4          | 0 / 4          | 0 / 4          | 0 / 3          | 0 / 4          | 0 / 3          | 0 / 3          | 0 / 4          | 0 / 3          | 0 / 3          | 0 / 47   |                |
| В/П в сезоні                  | 0-0            | 0-0            | 2-1            | 3-4            | 5-2            | 8-4            | 5-4            | 7-4            | 0-4            | 0-3            | 1-4            | 1-3            | 3-3            | 3-4            | 0-3            | 0-3            |          | 38-46          |
| Олімпійські ігри              |                |                |                |                |                |                |                |                |                |                |                |                |                |                |                |                |          |                |
| Літня олімпіада               | Не проводився  | Не проводився  | Не проводився  | -              | Не проводився  | Не проводився  | Не проводився  | 1Р             | Не проводився  | Не проводився  | Не проводився  | 1Р             | Не проводився  | Не проводився  | -              | НП             | 0 / 2    | 0-2            |
| Турніри АТР Мастерс           |                |                |                |                |                |                |                |                |                |                |                |                |                |                |                |                |          |                |
| Індіан-Веллс                  | -              | -              | -              | 1Р             | 1Р             | 2Р             | 2Р             | 2Р             | 3Р             | -              | -              | -              | 1Р             | 3Р             | 1Р             | -              | 0 / 9    | 4-9            |
| Маямі                         | -              | -              | -              | 1Р             | -              | 4Р             | 2Р             | 4Р             | 3Р             | -              | -              | -              | 2Р             | 2Р             | -              | -              | 0 / 7    | 8-6            |
| Монте-Карло                   | -              | -              | -              | -              | -              | 1Р             | 1Р             | 1Р             | -              | -              | -              | -              | -              | 2Р             | -              | -              | 0 / 4    | 1-4            |
| Мадрид                        | -              | -              | -              | -              | -              | 1Р             | 1Р             | 1Р             | -              | -              | -              | -              | -              | 1Р             | -              | -              | 0 / 4    | 0-4            |
| Рим                           | -              | -              | -              | К              | -              | 1Р             | 2Р             | 1Р             | -              | -              | -              | -              | К              | 2Р             | -              | -              | 0 / 4    | 2-4            |
| Монреаль / Торонто            | -              | -              | -              | -              | -              | 3Р             | 1Р             | 3Р             | 1Р             | -              | -              | -              | -              | -              | 1Р             | -              | 0 / 5    | 4-5            |
| Цинциннаті                    | -              | -              | -              | 1Р             | 1Р             | 2Р             | 1Р             | 3Р             | -              | -              | -              | -              | 1/4            | -              | -              | -              | 0 / 6    | 6-6            |
| Шанхай                        | Не проводився. | Не проводився. | Не проводився. | Не проводився. | Не проводився. | Не проводився. | Не проводився. | Не проводився. | -              | -              | 2Р             | -              | 1Р             | -              | -              | -              | 0 / 2    | 1-1            |
| Париж                         | -              | -              | -              | -              | 3Р             | 3Р             | 1Р             | 2Р             | -              | -              | 1Р             | К              | 1Р             | -              | -              | -              | 0 / 6    | 4-6            |
| Гамбург                       | -              | -              | -              | -              | -              | 1Р             | 1Р             | 1Р             | Не АТР Мастерс | Не АТР Мастерс | Не АТР Мастерс | Не АТР Мастерс | Не АТР Мастерс | Не АТР Мастерс | Не АТР Мастерс | Не АТР Мастерс | 0 / 3    | 0-3            |
| Статистика за кар'єру         |                |                |                |                |                |                |                |                |                |                |                |                |                |                |                |                |          |                |
| Проведено фіналів             | 0              | 0              | 0              | 0              | 0              | 2              | 2              | 3              | 1              | 0              | 1              | 0              | 0              | 0              | 0              | 0              |          | 9              |
| Виграно турнірів ATP          | 0              | 0              | 0              | 0              | 0              | 1              | 2              | 2              | 1              | 0              | 1              | 0              | 0              | 0              | 0              | 0              |          | 7              |
| В/П: всього                   | 3-1            | 0-0            | 2-3            | 12-17          | 17-15          | 45-31          | 28-23          | 34-22          | 14-17          | 6-9            | 20-17          | 3-11           | 31-21          | 14-19          | 1-7            | 1-5            |          | 231-218        |
| Σ % перемог                   | 75 %           | 0 %            | 40 %           | 41 %           | 53 %           | 59 %           | 55 %           | 61 %           | 45 %           | 40 %           | 54 %           | 21 %           | 60 %           | 42 %           | 13 %           | 17 %           |          | 51 %           |

| Турнір                        | 2004  | 2006  | 2007  | 2008  | 2009          | 2010          | 2011          | 2012  | 2013  | 2014  | 2016  | Підсумок | В/П за кар'єру |
| ----------------------------- | ----- | ----- | ----- | ----- | ------------- | ------------- | ------------- | ----- | ----- | ----- | ----- | -------- | -------------- |
| Турніри Великого Шолома       |       |       |       |       |               |               |               |       |       |       |       |          |                |
| Відкритий чемпіонат Австралії | -     | -     | -     | 1Р    | 2Р            | -             | 1Р            | 1Р    | -     | 2Р    | 1Р    | 0 / 6    | 2-6            |
| Відкритий чемпіонат Франції   | 1Р    | 1Р    | 1/4   | 1/2   | 1/4           | 1Р            | -             | -     | 1Р    | 1Р    | 1Р    | 0 / 9    | 10-9           |
| Вімблдон                      | -     | 1Р    | 2Р    | 2Р    | 1Р            | 1Р            | 2Р            | 1Р    | 1Р    | 2Р    | -     | 0 / 9    | 4-9            |
| Відкритий чемпіонат США       | -     | 1Р    | 1Р    | 3Р    | 1Р            | 1Р            | 1Р            | -     | 1Р    | -     | -     | 0 / 7    | 2-7            |
| Підсумок                      | 0 / 1 | 0 / 3 | 0 / 3 | 0 / 4 | 0 / 4         | 0 / 3         | 0 / 3         | 0 / 2 | 0 / 3 | 0 / 3 | 0 / 2 | 0 / 31   |                |
| В/П в сезоні                  | 0-1   | 0-3   | 4-3   | 7-4   | 4-4           | 0-3           | 1-3           | 0-2   | 0-3   | 2-3   | 0-2   |          | 18-31          |
| Олімпійські ігри              |       |       |       |       |               |               |               |       |       |       |       |          |                |
| Літня олімпіада               | -     | НП    | НП    | 2Р    | Не проводився | Не проводився | Не проводився | -     | НП    | НП    | -     | 0 / 1    | 1-1            |